# Districtul Kathu
Kathu (în thailandeză กะทู้) este un district (Amphoe) din provincia Phuket, Thailanda, cu o populație de 43.541 de locuitori și o suprafață de 67,09 km².

## Componență
Districtul este subdivizat în 3 subdistricte (tambon), care sunt subdivizate în 14 de sate (muban).
| Nr. | Nume    | În thailandeză | Sate | Locuitori |  |
| --- | ------- | -------------- | ---- | --------- |  |
| 1.  | Kathu   | กะทู้            | 8    | 20,239    |  |
| 2.  | Pa Tong | ป่าตอง          | -    | 17,843    |  |
| 3.  | Kamala  | กมลา           | 6    | 5,459     |  |

||
|}